# 越南共和國軍總參謀部政戰總局
政戰總局（越南语：／）是隸屬於越南共和國國防部的宣傳機構。該機構成立於第一共和國時期，名爲“心理戰署”，旨在在越南戰爭期間建立軍隊的基本政治意識，並深入動員人民。政戰總局視阮廌爲聖祖。

## 歷史
到了第二共和國時期，心理戰署被重組爲政戰總局。該機構有五個分局：
1. 心理戰局：宣傳任務
2. 社會局：幫助軍人家屬
3. 政訓局：組織培訓
4. 軍事安全局：監視、防諜
5. 軍人福利商店局：提供免稅必需品

心理戰署還在西貢黎聖宗街15號總部爲軍人組織課程。
AVT樂隊成立於1958年，由英靈、雲山和俊登三位歌手組成，是心理戰署的文藝團體之一。

## 政戰總局
1965年，心理戰署被更名爲越南共和國軍總參謀部下屬的政治戰爭總局。
在各軍、兵種、軍團、師、軍校、訓練中心、小區的每個單位都有政戰分區或部門，並有政戰副參謀的職務以管理該部門事務。此外還有配合各特區和軍區的政戰營：
- 第10營（第1軍）
- 第20營（第2軍）
- 第30營（第3軍）
- 第40營（第4軍）
- 第50營（首都軍區）
- 中央文藝別團[3]

報刊包括：前線日報（ Nhật báo Tiền tuyến），指導月刊（Nguyệt san Chỉ đạo），共和戰士半月刊（Bán nguyệt san Chiến sĩ Cộng hòa），前鋒月刊（Nguyệt san Tiền phong）。宣慰總署有三份宗教月刊：天主教的《精神》（Tinh thần），佛教的《大慈悲》（Đại từ bi）和新教的《信念》（Niềm tin）。
越南共和國的政戰部門選擇了越南民族英雄阮廌作為該部門的聖祖。

## 組織
| 序號 | 單位       | 註釋                       | 序號 | 單位         | 註釋                                     |
| ---- | ---------- | -------------------------- | ---- | ------------ | ---------------------------------------- |
| 1    | 心理戰局   | 中央文藝別團由心理戰局管理 | 5    | 宣慰總署     | 包括天主教宣慰署、佛教宣慰署和新教宣慰署 |
| 2    | 政訓局     |                            | 6    | 政戰大學     | 位於大叻                                 |
| 3    | 社會局     |                            | 7    | 政戰訓練中心 | 位於西貢鄧德超路，後遷至嘉定省黎文悅路   |
| 4    | 軍事安全局 |                            |      |              |                                          |

### 政訓局
政訓局的主要工作是在課堂和生活中對士兵進行教育。在政戰學校於1967年遷往大叻前，政訓局還負責管理這個學校。該機構創作了多首歌曲，以鼓舞軍民的鬥志，如《旗幟飄揚在廣治古城上》（Cờ bay trên cổ thành Quảng Trị）、《誓不背叛故鄉》（Thề không phản bội quê hương）、《在槍口上》（Trên đầu súng）、《凱歌》（Bài ca chiến thắng）、《敵寇從北方入侵》（Giặc từ miền Bắc vô đây）等。

### 心理戰局
心理戰局管理軍隊電臺、《前線》報等動員人民工作。在心理戰局中做出不小貢獻的是中央文藝特種團，許多音樂家、歌手和演員爲軍隊和民眾做出文藝表演。
面向北越和越共軍隊，心理戰局運營廣播“自由之聲”（Tiếng nói Tự do）、“越南母親”（Mẹ Việt Nam）、“愛國聖劍”（Gươm thiêng Ái quốc）、“南部之聲”（Tiếng nói Nam Bộ）、“高棉之聲”（Tiếng nói Khmer）和“印度支那民族陣線”（Mặt trận Dân tộc Đông Dương）。后兩個電臺旨在分裂紅色高棉和在柬埔寨避難的越南南方民族解放陣線。

### 社會局
社會局有一個培訓社會女助理和軍官的設施，以聯繫士兵家屬，探望傷兵以及幫助死者家屬。佛教、天主教和新教的宣慰署都隸屬於社會局。

### 軍人福利商店局
這是一個給士兵和軍人家庭供應低於市場價格的煙草、煉乳、砂糖等必需品的機構。

### 政戰大學

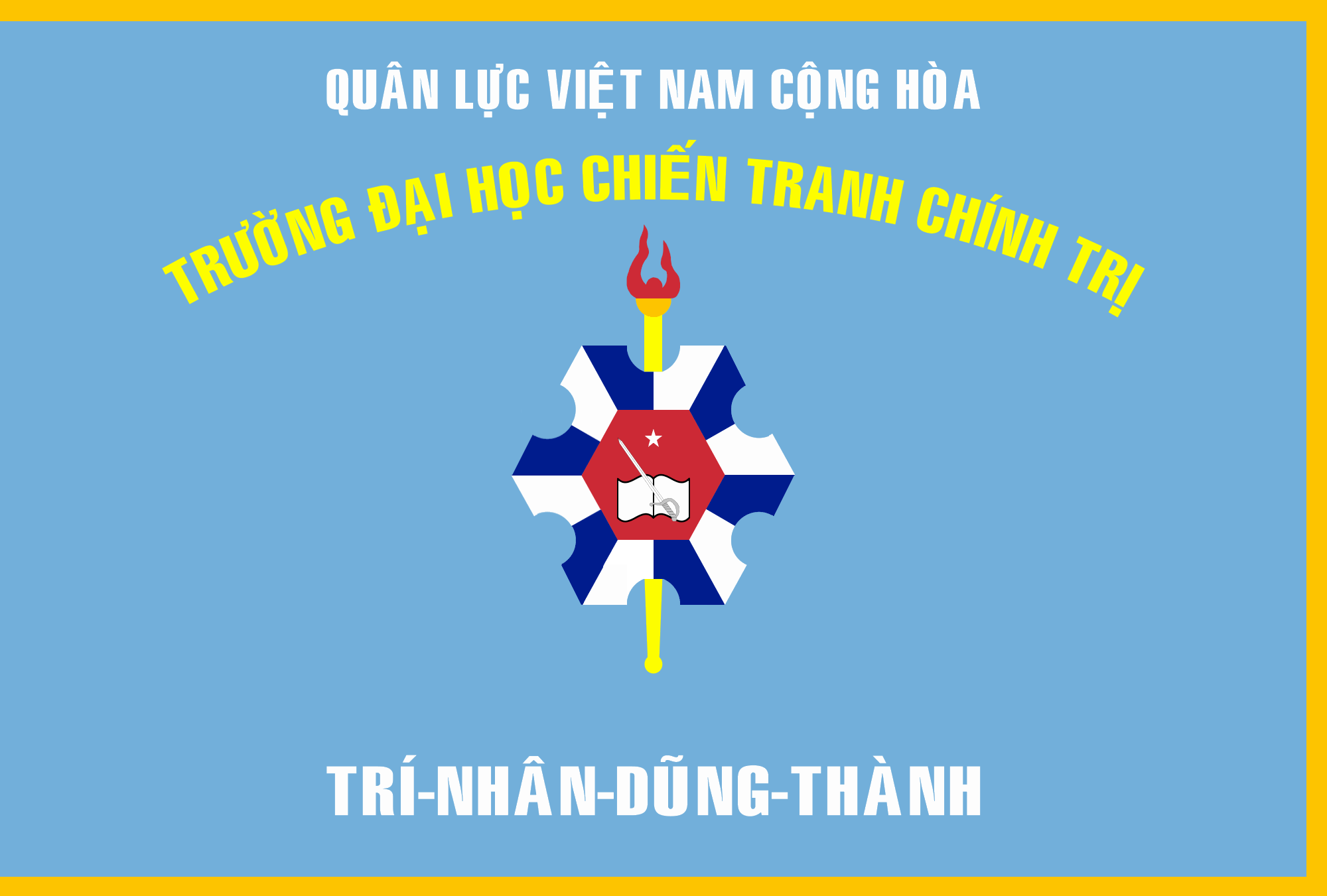
政戰大學號旗

該校首先是1956年成立的梅樹心理戰軍事情報學院（trường Quân báo Tâm lý chiến Cây Mai）。1964年，學校正式更名爲政戰學校，隸屬於政訓局。1966年，根據3月18日第48/SL/QP號法令，該校成爲政戰大學，並遷往大叻武性路78號，於1967年1月1日正式運營。1973年，該校在大叻支棱區擴建了校區，目的是培訓軍官學生。舊校區則專門爲受訓單位的軍官組織基本、中級和高級的政戰培訓課程。截至1975年，該校舉辦了40期培訓。此外，該大學還培訓了6期爲期兩年及以上的軍官課程（原爲在國家軍事學校接受培訓的學生），其中四期的912名學生全部以現役少尉軍銜畢業，其餘兩期在受訓期間，發生了四三〇事件。
- 林元性 海軍少將
- 阮國瓊 大校[8][9]

## 1975年4月政戰總局指揮部
| 序號 | 姓名     | 軍銜 | 職務           |
| ---- | -------- | ---- | -------------- |
| 1    | 陳文忠   | 中将 | 總局長         |
| 2    | 文成高   | 少将 | 副總局長       |
| 3    | 阮振亞   | 少将 | 政戰總局顧問   |
| 4    | 阮輝雄   | 大校 | 總局長特別助手 |
| 5    | 陳光泰   | 大校 | 參謀長         |
| 6    | 黃道世傑 | 大校 | 政訓局局長     |
| 7    | 黃玉蕭   | 大校 | 心理戰局局長   |
| 8    | 武德潤   | 准将 | 軍隊安全局局長 |
| 9    | 阮禮智   | 大校 | 社會局局長     |
| 10   | 阮國瓊   | 大校 | 政戰大學校長   |

## 歷任總局長
| 序號 | 姓名   | 軍銜（任期） | 任期                    | 備註                                                 |
| ---- | ------ | ------------ | ----------------------- | ---------------------------------------------------- |
| 1    | 枚有春 | 中將         | 1961年11月-12月         | 兼軍隊副總司令。1965年3月退伍                        |
| 2    | 黃文高 | 少將         | 1965年1月-1966年5月     | 1966年7月退伍                                        |
| 3    | 阮保治 | 少將         | 1966年6月-12月          | 兼任總參謀長戰爭政治副手。後爲軍訓總局局長，中將軍銜 |
| 4    | 陳文忠 | 准將         | 1967年1月-1975年4月30日 | 兼任總參謀長戰爭政治副手。最後軍銜爲中將             |